# Орлица (приток Орлика)
Орлица — река в Хотынецком и Урицком районах Орловской области.
Исток реки находится у северной окраины деревни Свободка, на отметке высоты 223 м, течёт в восточном направлении, впадает в 34 км по правому берегу реки Орлик, восточнее деревни Титово-Матыка, на отметке высоты 171 м. Длина реки составляет 28 км, площадь водосборного бассейна — 124 км².

## Данные водного реестра
По данным государственного водного реестра России относится к Окскому бассейновому округу, водохозяйственный участок реки — Ока от истока до города Орёл, речной подбассейн реки — бассейны притоков Оки до впадения Мокши. Речной бассейн реки — Ока.
Код объекта в государственном водном реестре — 09010100112110000017944.